# 杨炯
杨炯（650年—?），弘农郡华阴县（今陕西省华阴市）人，排行第七，唐朝诗人、官员。初唐四杰之一。

## 生平
杨炯的曾祖杨初在北周为大将军，隋朝任宗正卿、常州刺史、顺杨公，唐朝任左光禄大夫、华山郡开国公，伯祖杨安被王世充封为鄯国公，因为谋划归附唐朝被王世充杀害，唐朝赠予大将军，另一伯祖杨善会是隋朝清河郡通守，被窦建德杀害，在《隋书》有传。杨炯父亲和祖父则史无记载，其自称小时穷贱。
唐高宗显庆四年（659年），十歲被举为神童，显庆五年待制弘文馆。上元三年（676年）应制举及第，授校书郎。
永淳元年(682年)，被中书令薛元超举荐为崇文馆学士，及太子詹事司直。中书令裴炎十分看重杨炯和杨炯堂弟杨献，称他们为弘农二俊。在此期间，杨炯写作了不少文章，还为王勃编集并作序。在序中借以对王勃文学方面的评价，对当时盛行的上官体诗风进行了批判。
武后垂拱元年（685年），因从祖弟杨神让参与徐敬业起兵失败而受到牵连，降官为梓州司法参军。天授元年（690年），與宋之問任教于洛阳宫中习艺馆。
如意元年（692年）后改任盈川县令，吏治以严酷著称。后死於盈川任所，归葬洛阳。

## 卒年
杨炯卒年不可确考。杨炯诗文可系年的最后一篇作于长寿二年(693年)。闻一多《唐诗大系》系其卒年为695年左右，并不确定，但不知定为该年依据。另一说卒年为692年，均是以任盈川令之年为其卒年。

## 文学评价
杨炯恃才傲物，听说自己为四杰之一后说：「吾愧在卢前，耻居王後。」还传言他嘲笑朝廷官员是「麒麟楦」，意即披着麒麟皮的驴。
杨炯擅长写边塞诗，气势轩昂，风格豪放。明胡应麟《诗薮·内编》谓「盈川近体，虽神俊输王，而整肃浑雄。究其体裁，实为正始。」张说曰：“杨盈川文思如悬河注水，酌之不竭，既优于卢，亦不减王也。”

## 家庭

### 曾祖
- 杨初，北周大将军，隋朝宗正卿、常州刺史、顺杨公，唐朝左光禄大夫、华山郡开国公[1]

### 夫人
- 陇西李氏，出自丹杨房，赵郡太守、雍州大中正、上开府、永康公李诠曾孙女，幽州都督、镇军大将军、上柱国、丹阳公李客师孙女，上骑都尉、隰川县县令、丹阳公李大善之女[5][6]

## 著作
诗文集有《杨盈川集》。《全唐诗》存诗一卷，共33首。另存赋、序、表、碑、铭、志、状等50篇。

## 延伸阅读
[在维基数据编辑]
 在维基文库阅读此作者作品
 《新唐書》
 《舊唐書·卷190上》，出自刘昫《舊唐書》
 《唐才子傳》